# Münchenhof
Münchenhof ist ein Ortsteil von Quedlinburg im sachsen-anhaltischen Landkreis Harz.

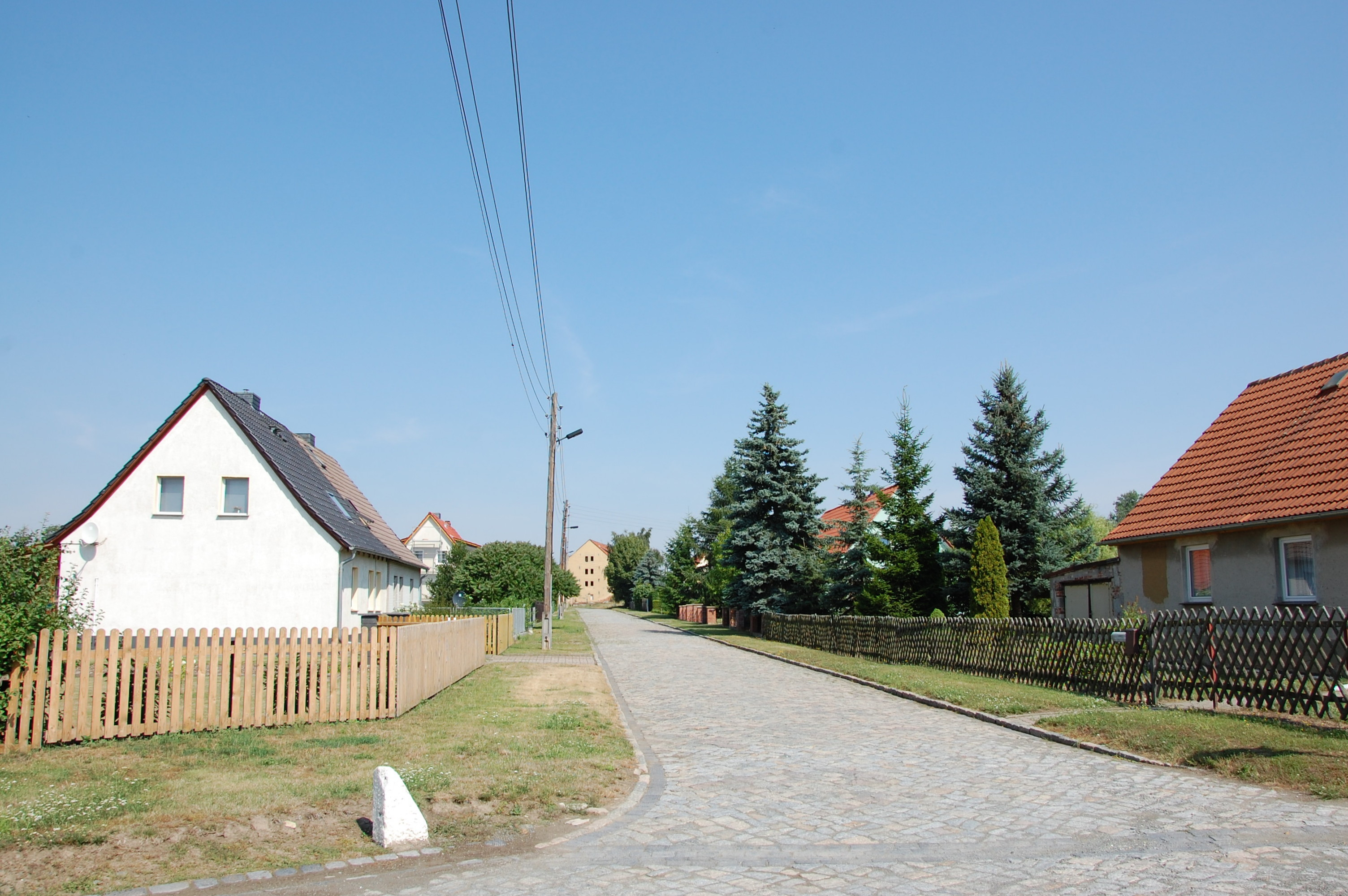
Straße in Münchenhof

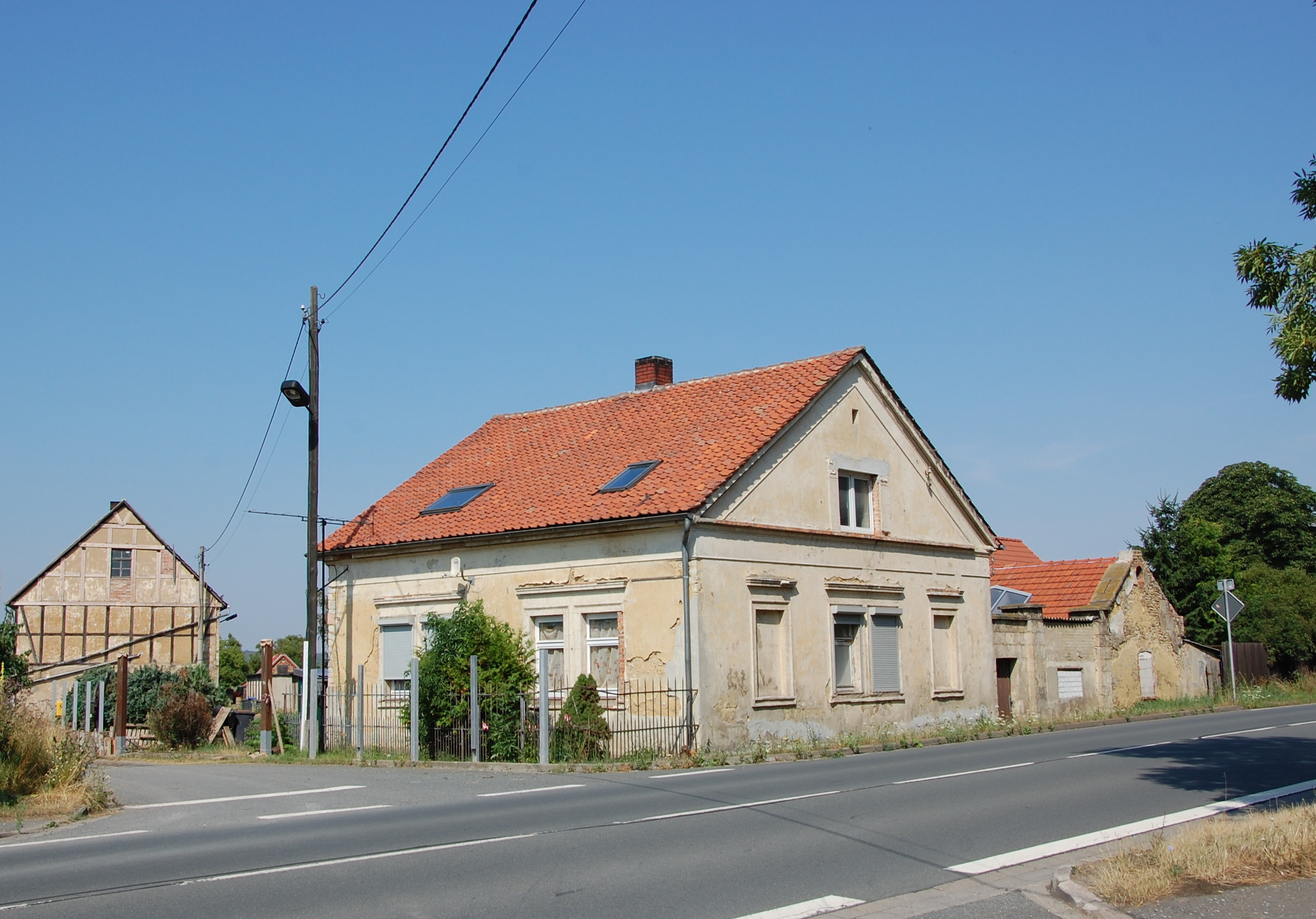
Haus an der Bundesstraße 79

Münchenhof ist an der Bundesstraße 79 nördlich von Quedlinburg gelegen. Außer der Hauptverkehrsstraße zum Kreissitz Halberstadt gibt es nur wenige Stichstraßen. Die Harzer Verkehrsbetriebe verbindet den Ortsteil mit Quedlinburg, Harsleben und Halberstadt. Ein Radweg von Quedlinburg nach Münchenhof ist bis zur Autobahnauffahrt A36 vorhanden und wird 2019 bis Münchenhof fertiggestellt.
Im Ort befand sich das denkmalgeschützte, 2014 jedoch abgerissene Haus Münchenhof 5 als Rest eines mittelalterlichen Klosterhofs. Südlich der Ortslage befinden sich an der Bundesstraße 79 ein denkmalgeschützter Distanzstein und ein ebenfalls unter Denkmalschutz stehender historischer Wegweiser.
Im Jahr 1849 wurde Friedrich Heinrich Leonhard Albert Eigentümer des Guts Münchenhof. Albert wohnte auch auf dem Gut.

## Persönlichkeiten
In Münchenhof wurde der Agrarwissenschaftler Friedrich Georg Ernst Albert (1860–1944) geboren.